# Петинг
Петинг (на английски: to pet - галя, милвам, глезя, прегръщам любовно, нежно и привързано) e израз на привързаност, нежност, както и акт на сексуално задоволяване, известен понякога (в социалистическата сексоложка литература) като „сексуална игра“, при който двамата партньори се докосват нежно, милват, галят, както по тялото, така и по по-чувствителни и дори интимни части (взаимна мастурбация). При него партньорите получават сексуално удоволствие от това да се целуват, прегръщат, масажират, боричкат, да се събличат взаимно и т.н. Той може да се практикува от мъж и жена или от хомосексуална двойка. Петингът е полезен за опознаване на партньора.